# Hessen-Center

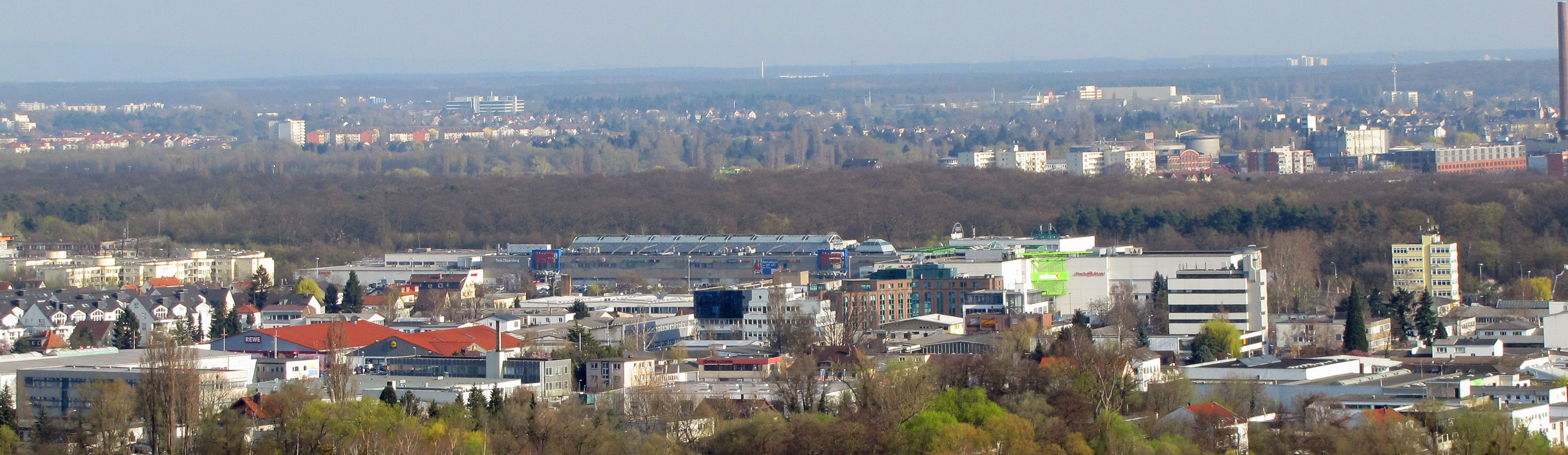
Hessen-Center

Das Hessen-Center in Frankfurt am Main ist eines der fünf großen Einkaufszentren in der engeren Stadtregion Frankfurt. Es liegt im Stadtteil Bergen-Enkheim im Osten der Stadt.

## Geschichte
Das Einkaufszentrum wurde 1971 eröffnet und liegt auf dem Gebiet der damals selbständigen (erst 1978 eingemeindeten) Stadt Bergen-Enkheim, wenige hundert Meter von der damaligen Stadtgrenze zu Frankfurt. Die günstige Gewerbesteuer der damaligen Vorstadtgemeinde sowie die verkehrsgünstige Lage an der von der Straßenbahn befahrenen Ausfallstraße Frankfurter Straße (heute: Borsigallee) waren wichtige Faktoren für die Standortwahl. Die Stadt Bergen-Enkheim investierte den Erlös aus dem Verkauf des zuvor gemeindeeigenen Grundstücks in den Bau der Stadthalle in Bergen und einer städtischen Badeanlage.
Das Zentrum wurde von 1980 bis 1981 erweitert und von 1997 bis 1998 renoviert. 2008 wurde das Hessen-Center um einige hundert Quadratmeter erweitert. Der Grundriss entspricht der typischen Konfiguration eines dreigeschossigen, überdachten Einkaufszentrums mit unter anderem Filialen von Kaufhof, C&A, Hennes & Mauritz und Peek & Cloppenburg.

## Bedeutung in der Region
Das Hessen-Center ist das kleinste der fünf großen Frankfurter Einkaufszentren mit 36.000 m² Verkaufsfläche, 1000 Beschäftigten, 115 Geschäften und einem Einzugsgebiet von insgesamt 1.325.107 Einwohnern. Insbesondere für den Einzelhandel in den direkt benachbarten, historisch gewachsenen Subzentren Fechenheim, Bornheim (Berger Straße) und Dörnigheim sowie für das Zentrum der Standortgemeinde selbst – die Altstadt von Bergen und vor allem von Enkheim – hatte die Eröffnung des Zentrums weitreichende Konsequenzen. Die Innenstadt von Hanau leidet bis heute messbar unter der Konkurrenz des Einkaufszentrums.
Das Hessen-Center gehört dem Hamburger Unternehmen ECE.

## Verkehrsanbindung
Das Hessen-Center ist seit 1992 durch die U-Bahn-Linie U7 über das Ostend und seit Dezember 2008 durch die U-Bahn-Linie U4 über Bornheim mit der Frankfurter Innenstadt verbunden. Außerdem ist es durch verschiedene Buslinien mit umliegenden Stadtteilen und anderen Orten (Bad Vilbel, Maintal, Offenbach, Hanau) in der Region verbunden.
| Linie | Verlauf | Takt                                       |
| ----- | --- | ------------------------------------------ |
| S4    | Bockenheimer Warte – Festhalle/Messe – Hauptbahnhof – Willy-Brandt-Platz – Dom/Römer – Konstablerwache – Merianplatz – Höhenstraße – Bornheim Mitte – Seckbacher Landstraße – Schäfflestraße – Gwinnerstraße – Kruppstraße – Hessen-Center – Enkheim | 15 min (werktags) 20 min (sonn-/feiertags) |
| S7    | Praunheim Heerstraße – Friedhof Westhausen – Stephan-Heise-Straße – Hausener Weg – Fischstein – Industriehof – Kirchplatz – Leipziger Straße – Bockenheimer Warte – Westend – Alte Oper – Hauptwache – Konstablerwache – Zoo – Habsburgerallee – Parlamentsplatz – Eissporthalle/Festplatz – Johanna-Tesch-Platz – Schäfflestraße – Gwinnerstraße – Kruppstraße – Hessen-Center – Enkheim | 10 min 7/8 min (HVZ)                       |

Der östliche Teil der in Frankfurt unterbrochenen Bundesautobahn 66 endet unmittelbar neben dem Einkaufszentrum.
Mit dem Auto ist es aus der Stadt heraus zu Stoßzeiten schwer zu erreichen, bedingt durch das Nadelöhr in Form der Straße "Am Erlenbruch". Sie muss den Großteil des innerstädtischen Verkehrs zwischen Bergen-Enkheim und dem Rest der Stadt tragen und ist dieser Aufgabe aufgrund ihrer Größe nicht gewachsen. Es ist abzusehen, dass sich dieser Umstand mit der Fertigstellung des Riederwaldtunnels, dessen Aufgabe der Lückenschluss zwischen dem östlichen Teil der Bundesautobahn 66 und der Bundesautobahn 661 ist, entspannen wird.

## Umbaumaßnahmen 2018–2020
Seit August 2018 wird das Parkdeck von Grund auf neu aufgebaut. Geplant ist die Fertigstellung der gesamten Umbaumaßnahmen bis Oktober 2020.